# Roadside Ruin
Roadside Ruin est une ruine anasazie du comté de San Juan, dans l'Utah, aux États-Unis. Elle est protégée au sein du parc national des Canyonlands. On y accède depuis la route par le Roadside Ruin Trail.